# Xinfengming Group
Xinfengming Group Company Limited («Синьфэнмин Груп») — китайская нефтехимическая компания, один из крупнейших производителей химических волокон в мире. Штаб-квартира расположена в уезде Тунсян города Цзясин (провинция Чжэцзян).  

## История
Компания основана в феврале 2000 года. В 2008 году была реорганизована в Xinfengming Group Company Limited. В апреле 2017 года Xinfengming вышла на фондовую биржу. 

## Деятельность
Предприятия Xinfengming Group расположены в Тунсяне, Пинху, Хучжоу и Синьюе. По итогам 2021 года 93,9 % выручки компании пришлось на китайский рынок. Основными экспортными рынками являются Южная Корея, Турция и Египет.

## Акционеры
Основными акционерами Xinfengming Group являются Чжуан Куйлун (21 %), Xinfengming Holding Group (15,7 %), Tongxiang Zhongju Investment (10,2 %), Shanghai Shengbang Private Equity Fund Management (7,79 %), Цюй Фэнци (6,76 %), GF Fund Management (6,71 %), Beixin Ruifeng Fund Management (4,28 %), У Линьгэнь (2,71 %) и Tongxiang Shangju Investment (2,37 %).